# Majken Vange
Majken Grethe Vange (29 de septiembre de 1975) es una deportista danesa que compitió en bádminton.
Ganó una medalla de bronce en el Campeonato Mundial de Bádminton de 1999 y una medalla de plata en el Campeonato Europeo de Bádminton de 1998, ambas en la prueba de dobles.

## Palmarés internacional
| Campeonato Mundial | Campeonato Mundial     | Campeonato Mundial | Campeonato Mundial |
| Año                | Lugar                  | Medalla            | Prueba             |
| ------------------ | ---------------------- | ------------------ | ------------------ |
| 1999               | Copenhague (Dinamarca) | Medalla de bronce  | Dobles             |
| Campeonato Europeo |                        |                    |                    |
| Año                | Lugar                  | Medalla            | Prueba             |
| 1998               | Sofía (Bulgaria)       | Medalla de plata   | Dobles             |